# Luiga
Luiga – wieś w Estonii, w prowincji Viljandi, gminie Viljandi. Do 20 października 2013 w gminie Paistu.